# Return of the Champions
Return of the Champions je dvostruki live album sastava "Queen + Paul Rodgers". Album je snimljen 9. svibnja 2005. godine u "Hallam FM Arena" Sheffield, U.K., objavljen je 19. rujna 2005. godine. Kao vokal grupe pojavljuje se Paul Rodgers.

## Disk 1
1. "Reaching Out" (Black, Hill)
2. "Tie Your Mother Down" (May)
3. "Fat Bottomed Girls" (May)
4. "Wishing Well" (Rodgers, Kossoff, Bundrick, Yamauchi, Kirke)
5. "Another One Bites the Dust" (Deacon)
6. "Crazy Little Thing Called Love" (Mercury)
7. "Say It's Not True" (Taylor) vokal Taylor.
8. "'39" (May)  vokal May.
9. "Love of My Life" (Mercury)  vokal May.
10. "Hammer to Fall" (May)  vokali May i Rodgers.
11. "Feel Like Makin' Love" (Rodgers, Ralphs)
12. "Let There Be Drums" (Nelson, Podolor)
13. "I'm in Love with My Car" (Taylor) vokal Taylor.
14. "Guitar solo" (May)
15. "Last Horizon" (May)

## Disk 2
1. "These Are the Days of Our Lives" (Taylor) vokal Taylor
2. "Radio Ga Ga" (Taylor) vokali Taylor i Rodgers
3. "Can't Get Enough" (Ralphs)
4. "A Kind of Magic" (Taylor)
5. "I Want It All" (May) vokali Rodgers i May
6. "Bohemian Rhapsody" (Mercury) snimljen Mercuryjev vokal i Rodgers
7. "The Show Must Go On" (May - Mercury)
8. "All Right Now" (Fraser, Rodgers)
9. "We Will Rock You" (May)
10. "We Are the Champions" (Mercury)
11. "God Save the Queen" (Traditional, arr. May)

## Glazbenici
- Brian May: Gitara, aranžmani, vokal.
- Roger Taylor: Bubnjevi, udaraljke, vokal.
- Paul Rodgers: Gitara, vokal.
- Spike Edney: Klavijature, udaraljke, prateći vokal.
- Jamie Moses: Gitara, prateći vokal.
- Danny Miranda: Bas gitara, akustična gitara, prateći vokal.

## Vanjske poveznice
- "Return of the Champions" IMDb